# توم مكنيل
توم مكنيل (بالإنجليزية: Tom McNeill)‏ هو لاعب كرة قدم أمريكية أمريكي، ولد في 12 أغسطس 1942 في روكفورد في الولايات المتحدة.

## روابط خارجية
- توم مكنيل على موقع مرجع كرة القدم المحترفة.كوم (الإنجليزية)